# Katar na Mistrzostwach Świata w Lekkoatletyce 2015
Katar na Mistrzostwach Świata w Lekkoatletyce 2015 – reprezentacja Kataru podczas czempionatu w Pekinie liczyła 6 zawodników.

## Występy reprezentantów Kataru

### Konkurencje biegowe
| Konkurencja                            | Zawodnik                | Eliminacje | Eliminacje | Półfinał   | Półfinał | Finał    | Finał   |
| Konkurencja                            | Zawodnik                | Rezultat   | Pozycja    | Rezultat   | Pozycja  | Rezultat | Pozycja |
| -------------------------------------- | ----------------------- | ---------- | ---------- | ---------- | -------- | -------- | ------- |
| Bieg na 100 m mężczyzn                 | Femi Ogunode            | 9,99       | 7. Q       | 10,00      | 10.      | NQ       | NQ      |
| Bieg na 200 m mężczyzn                 | Femi Ogunode            | 20,25 (SB) | 12. Q      | 20,05 (NR) | 5. q     | 20,27    | 7.      |
| Bieg na 800 m mężczyzn                 | Abdulrahman Musaeb Bala | 1:48,59    | 32. Q      | 1:47,93    | 16. Q    | 1:47,01  | 6.      |
| Bieg na 800 m mężczyzn                 | Jamal Hairane           | 1:48,96    | 37. Q      | NQ         | NQ       | NQ       | NQ      |
| Bieg na 3000 m mężczyzn z przeszkodami | Hashim Salah Mohamed    | 9:17,35    | 37.        | —          | —        | NQ       | NQ      |

### Konkurencje techniczne
| Konkurencja          | Zawodnik               | Eliminacje | Eliminacje | Finał    | Finał   |
| Konkurencja          | Zawodnik               | Rezultat   | Pozycja    | Rezultat | Pozycja |
| -------------------- | ---------------------- | ---------- | ---------- | -------- | ------- |
| Skok wzwyż mężczyzn  | Mutazz Isa Barszim     | 2,31 m     | 3. Q       | 2,33 m   | 4.      |
| Rzut młotem mężczyzn | Aszraf Amdżad as-Sajfi | 76,51 m    | 5. q       | 74,09 m  | 9.      |